# لینو ساپوتو
لینو ساپوتو (به انگلیسی: Lino Saputo) (زاده ۱۰ ژوئن ۱۹۳۷) کارآفرین، بازرگان و مدیر اجرایی کانادایی زاده ایتالیا است، که در حال حاضر به‌عنوان رییس هیئت مدیره شرکت ساپوتو فعالیت می‌کند.